# Măldăreștii de Jos, Vâlcea
Măldăreștii de Jos este un sat în comuna Măldărești din județul Vâlcea, Oltenia, România.

## Vezi și
- Biserica de lemn din Măldăreștii de Jos

 Acest articol despre o localitate din județul Vâlcea este deocamdată un ciot. Puteți ajuta Wikipedia prin completarea lui.